# Fístula
Fístula é uma patologia causada pela conexão entre um órgão ou de um vaso sanguíneo com outra estrutura que normalmente não estão conectados. Também pode ocorrer por furos entre paredes do intestino. Geralmente são resultado de lesão, doença ou cirurgia e causa sério transtorno, porém ligar dois órgãos em locais alternativos também pode ser usado para tratar doenças.
Por exemplo, em doenças inflamatórias do intestino, na doença de Crohn, fístulas intestinais podem interligar áreas diferentes que normalmente não estariam conectadas prejudicando a digestão, causando dor e favorecendo outras doenças. De modo similar, lesões no sistema circulatório podem levar a fístulas entre artérias e veias prejudicando a respiração.
Historicamente, as fístulas fizeram parte do insucesso cirúrgico de diversas operações, como a nefrotomia e as cirurgias de acesso para o ovário, sendo, até meados do século XVIII, comum a morte por complicações de fístulas pós-operatórias .

## Tipos
Tipos de fístulas incluem:
- Cega (apenas interna, entre órgãos ou vasos sanguíneos)
- Incompleta (apenas externa, com efeito mais localizado)
- Completa  (tanto entre órgãos quanto entre o meio externo)

## Características
As características da fístula dependem dos órgãos conectados:
- Fístula tráqueo-esofágica: comunicação anómala entre a traqueia e o esófago;
- Fístula uro-digestiva: entre o cólon e a bexiga ou a vagina;
- Fístula artério-venosa: comunicação direta entre uma artéria e uma veia (sem passar por capilares);
- Fístula crânio-sinusal: entre o crânio e os seios paranasais, com fluxo extracraniano de líquor (líquido cefalorraquidiano); decorrente de uma lesão da aracnóide, dura-máter, osso ou mucosa num contexto de traumatismo craniano.

## Terapêuticas
Algumas fístulas são criadas com fins terapêuticos:
- Fístula artério-venosa para diálise ou para circulação extracorpórea durante certas intervenções cardíacas.